# La Salle (Minnesota)
La Salle és una població dels Estats Units a l'estat de Minnesota. Segons el cens del 2000 tenia 90 habitants.

## Demografia
Segons el cens del 2000, La Salle tenia 90 habitants, 44 habitatges, i 20 famílies. La densitat de població era de 386,1 habitants per km².
Dels 44 habitatges en un 20,5% hi vivien nens de menys de 18 anys, en un 36,4% hi vivien parelles casades, en un 6,8% dones solteres, i en un 52,3% no eren unitats familiars. En el 45,5% dels habitatges hi vivien persones soles el 20,5% de les quals corresponia a persones de 65 anys o més que vivien soles. El nombre mitjà de persones vivint en cada habitatge era de 2,05 i el nombre mitjà de persones que vivien en cada família era de 2,76.
Per edats la població es repartia de la següent manera: un 22,2% tenia menys de 18 anys, un 6,7% entre 18 i 24, un 25,6% entre 25 i 44, un 21,1% de 45 a 60 i un 24,4% 65 anys o més.
L'edat mediana era de 42 anys. Per cada 100 dones de 18 o més anys hi havia 133,3 homes.
La renda mediana per habitatge era de 29.375 $ i la renda mediana per família de 38.750 $. Els homes tenien una renda mediana de 35.000 $ mentre que les dones 20.313 $. La renda per capita de la població era de 15.941 $. Entorn del 27,8% de les famílies i el 36,3% de la població estaven per davall del llindar de pobresa.

## Poblacions més properes
El següent diagrama mostra les poblacions més properes.